# NGC 289
NGC 289 ist eine leuchtschwache (LSBG) Balken-Spiralgalaxie mit aktivem Galaxienkern vom Hubble-Typ SBbc im Sternbild Bildhauer am Südsternhimmel. Sie ist schätzungsweise 72 Millionen Lichtjahre von der Milchstraße entfernt und hat einen Durchmesser von etwa 250.000 Lj.
Das Objekt wurde am 27. September 1834 von dem britischen Astronomen John Herschel entdeckt.

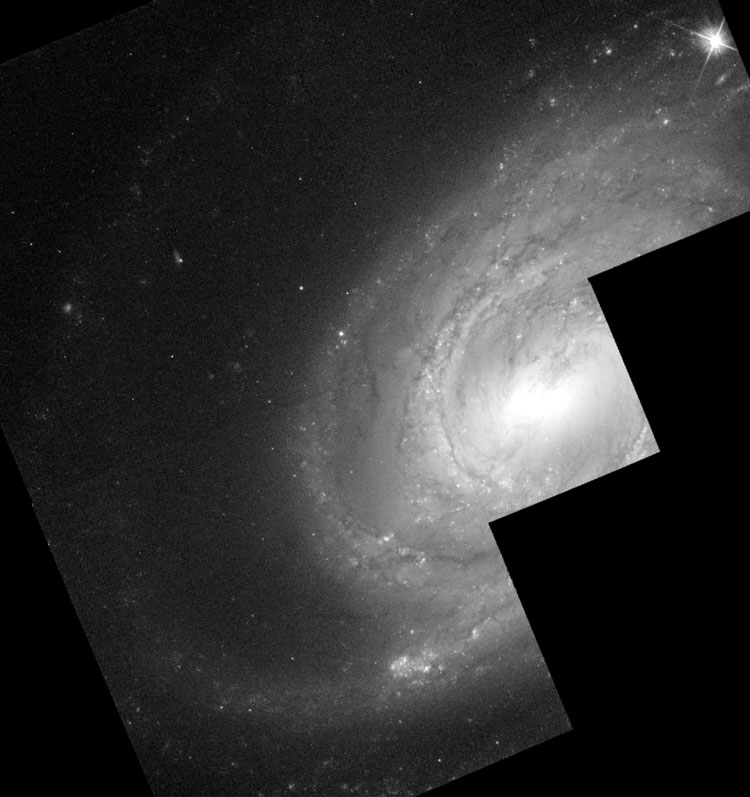
Hochaufgelöste Aufnahme mithilfe des Hubble-Weltraumteleskops
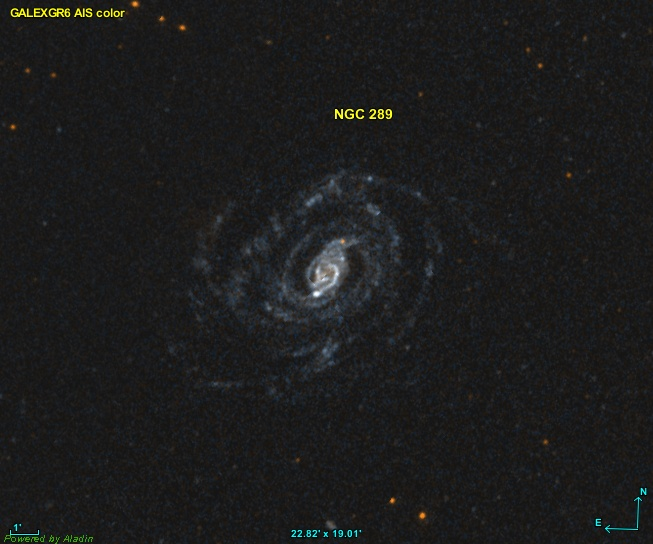
Ultraviolettaufnahme mittels GALEX